# Hello, I Must Be Going!
Hello, I Must Be Going! é o segundo álbum de estúdio solo do cantor e compositor Phil Collins. Foi lançado em 5 de novembro de 1982, através da Virgin Records no Reino Unido e Atlantic Records na América do Norte. Depois que o Genesis fez uma pausa nas atividades ao final de 1981, Collins começou a trabalhar numa sequência ao seu álbum de estreia solo, Face Value (1981).
Hello, I Must Be Going! recebeu uma reação comercial mais reservada do que Face Value, alcançando a segunda posição da parada de álbuns do Reino Unidos e a oitava colocação na Billboard 200. No total, Collins lançou oito singles do álbum, com várias faixas lançadas como singles em diferentes regiões. O mais bem sucedido foi o primeiro single nos Estados Unidos (e segundo no Reino Unido), um cover de "You Can't Hurry Love", de The Supremes, que atingiu o topo da parada de singles britânica e a décima posição na Billboard Hot 100.
Collins promoveu o álbum através da The Hello, I Must Be Going Tour que ocorreu entre 1982 e 1983, sendo sua primeira turnê como artista solo. O álbum deu à Collins uma indicação ao prêmio de Melhor Artista Britânico Masculino no Brit Awards de 1983, bem como "I Don't Care Anymore" foi indicada ao Grammy Award de Melhor Performance Vocal Masculina de Rock.

## Antecedentes e gravação
Em dezembro de 1981, a banda de Collins, Genesis, entrou em uma pausa de oito meses nas atividades após a turnê de seu décimo primeiro álbum de estúdio, Abacab (1981). Ele começou a trabalhar na continuação de seu primeiro álbum solo de estúdio, Face Value (1981), que tratava principalmente de eventos em sua vida pessoal, incluindo o divórcio de sua primeira esposa. Collins estava ciente de que Hello, I Must Be Going! contém uma quantidade ainda maior de material sobre sua vida privada, e fundamentou sua concentração no sentimento de culpa em relação ao divórcio e "ser puramente sentimental em relação a isso". Ele descreveu o álbum anos depois: "Se meu primeiro álbum foi 'Estou divorciado e estou infeliz'... meu próximo foi 'Vou despedaçar esse filho da puta'". No entanto, ao conhecer sua segunda esposa, Jill Tavelman, e lançar Hello, I Must Be Going!, Collins notou uma mudança em suas composições: "[Estou] mais feliz [...] escrevo músicas felizes agora".
O álbum apresenta elementos de groove pop que Collins utilizaria ainda mais em seu próximo álbum de estúdio, No Jacket Required (1985). "I Cannot Believe It's True" foi comparada a "I Missed Again" de Face Value (1981) "até os ritmos ondulantes e os metais oscilantes". Collins confessou "uma nítida falta de julgamento" ao gravar a bateria de "Thru These Walls", já que a bateria que ele usou correspondia ao que havia feito em "In the Air Tonight" de Face Value (1981). Para ele, essa é a única comparação entre os dois álbuns, apesar de ter sido criticado por refazer material semelhante para Hello, I Must Be Going!. Além disso, de acordo com Collins, "Don't Let Him Steal Your Heart Away" e "Why Can't It Wait 'Til Morning" foram sobras das sessões de Face Value em 1978-79.

### Arte
O encarte do álbum contém várias fotografias da vida familiar de Collins, que ele também fez para Face Value (1981). Collins queria que ambos os álbuns fossem um "conjunto correspondente, algo que parecesse ser do mesmo cara". Incluída está uma foto de seu filho Simon em uma fantasia de Superman, que Collins achou engraçado incluir, mas depois descobriu que algumas pessoas interpretaram mal, como se focasse muito o álbum em sua vida pessoal.

## Lista de Faixas

### Lançamento original
Todas as canções foram escritas e produzidas por Phil Collins, exceto onde indicado.
| Lado um |                               |                                           |         |  |
| N.º     | Título                        | Compositor(es)                            | Duração |  |
| 1.      | "I Don't Care Anymore"        |                                           | 5:00    |  |
| 2.      | "I Cannot Believe It's True"" |                                           | 5:14    |  |
| 3.      | "Like China"                  |                                           | 5:05    |  |
| 4.      | "Do You Know, Do You Care?"   |                                           | 4:57    |  |
| 5.      | "You Can't Hurry Love"        | Brian Holland Eddie Holland Lamont Dozier | 2:55    |  |

| Lado dois      |                                       |         |  |
| N.º            | Título                                | Duração |  |
| 6.             | "It Don't Matter to Me"               | 4:12    |  |
| 7.             | "Thru These Walls"                    | 5:02    |  |
| 8.             | "Don't Let Him Steal Your Heart Away" | 4:43    |  |
| 9.             | "The West Side"                       | 4:59    |  |
| 10.            | "Why Can't It Wait 'Til Morning"      | 3:01    |  |
| Duração total: | Duração total:                        | 45:10   |  |

### Ediçãodeluxe(2016)
| Hello, I Must Be Going! – Edição deluxe (disco dois) |                                                 |                              |         |  |
| N.º                                                  | Título                                          | Compositor(es)               | Duração |  |
| 1.                                                   | "I Don't Care Aymore" (ao vivo)                 |                              | 6:30    |  |
| 2.                                                   | "I Cannot Believe It's True" (ao vivo)          |                              | 5:29    |  |
| 3.                                                   | "Like China" (ao vivo)                          |                              | 5:41    |  |
| 4.                                                   | "You Can't Hurry Love" (ao vivo)                | B. Holland E. Holland Dozier | 3:04    |  |
| 5.                                                   | "It Don't Matter to Me" (ao vivo)               |                              | 4:23    |  |
| 6.                                                   | "The West Side" (ensaio ao vivo)                |                              | 7:37    |  |
| 7.                                                   | "People Get Ready" (ao vivo)                    | Curtis Mayfield              | 4:22    |  |
| 8.                                                   | "Thru These Walls" (ao vivo)                    |                              | 5:03    |  |
| 9.                                                   | "It's Alright" (ao vivo)                        | Mayfield                     | 2:22    |  |
| 10.                                                  | "Oddball" (demo de "Do You Know, Do You Care?") |                              | 4:30    |  |
| 11.                                                  | "Don't Let Him Steal Your Heart Away" (demo)    |                              | 4:42    |  |
| Duração total:                                       | Duração total:                                  | Duração total:               | 52:39   |  |

## Desempenho nas paradas
| Paradas (1983) | Melhor posição. |
| -------------- | --------------- |
| Billboard 200  | 8               |

| Paradas (1983) | Melhor posição |
| -------------- | -------------- |
| Billboard 200  | 104            |

| Paradas (1983) | Melhor posição |
| -------------- | -------------- |
| Billboard 200  | 105            |

| Ano  | Single                       | Parada             | Posição. |
| ---- | ---------------------------- | ------------------ | -------- |
| 1982 | "Do You Know, Do You Care"   | Mainstream Rock    | 41       |
| 1982 | "I Don't Care Anymore"       | Mainstream Rock    | 3        |
| 1982 | "Like China"                 | Mainstream Rock    | 17       |
| 1982 | "You Can't Hurry Love"       | Mainstream Rock    | 24       |
| 1983 | "I Cannot Believe it's True" | Billboard Hot 100  | 79       |
| 1983 | "I Don't Care Anymore"       | Billboard Hot 100  | 39       |
| 1983 | "Thru These Walls"           | Mainstream Rock    | 34       |
| 1983 | "You Can't Hurry Love"       | Adult Contemporary | 9        |
| 1983 | "You Can't Hurry Love"       | Billboard Hot 100  | 10       |